# 구조물

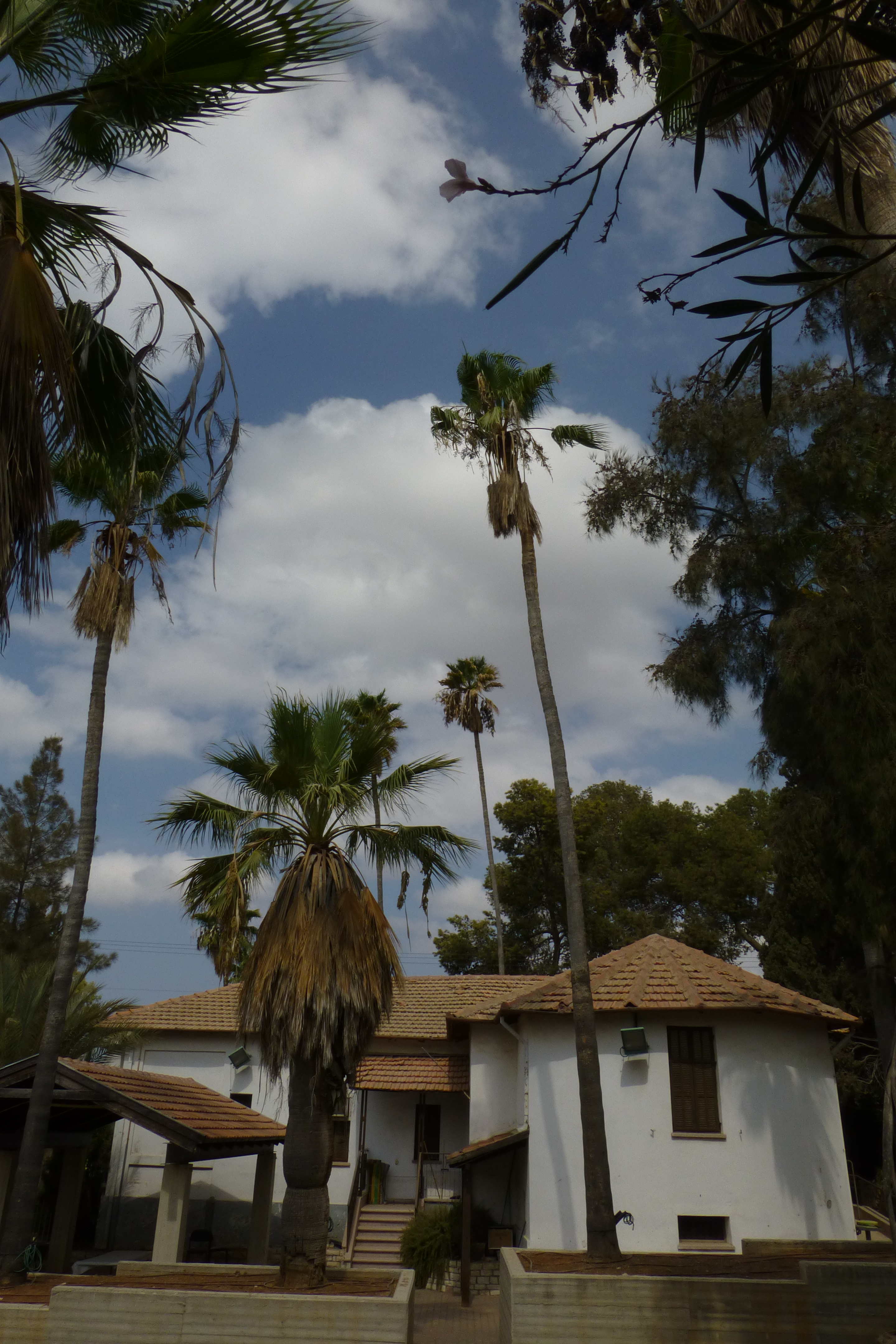
구조물

구조물(構造物, structure, construction)은 일정한 설계에 따라 여러 가지 재료를 얽어서 만든 물건을 뜻한다. 건물, 교량, 옹벽, 터널, 도로, 댐, 제방 따위가 있다.
공항, 고속도로, 고층 건물, 주차장, 항만 등과 같이 콘크리트 구조로 만들어진 콘크리트 구조물, 공장, 기타 철골 구조물 등과 같이 주요 부재가 강재인 구조물, 제방 등과 같이 흙을 사용한 흙 구조물 등 사용하는 재질에 따라 여러 가지로 분류되기도 한다. 건축 공학에서 취급하는 구조물을 건축 구조물, 건축을 제외한 토목 공학에서 취급 구조물은 특히 토목 구조물이라고 할 수 있다.

## 복합 구조물
복합 구조물은 구조물 중 주요 몸체가 다른 재료와 구조, 예를 들어 중력식(강체 구조물)과 널말뚝식의 복합 구조로 지어진 것 등을 의미한다.

## 같이 보기
- 건축물
- 구축물